# Ceratobunus
Genre
Ceratobunus est un genre d'opilions eupnois de la famille des Sclerosomatidae.

## Distribution
Les espèces de ce genre sont endémiques de Birmanie.

## Liste des espèces
Selon World Catalogue of Opiliones (09/05/2021) :
- Ceratobunus annulatus Thorell, 1889
- Ceratobunus bimaculatus Thorell, 1889
- Ceratobunus gravelyi Roewer, 1912
- Ceratobunus heinrichi Roewer, 1955
- Ceratobunus t-luteum Roewer, 1912

## Publication originale
- Thorell, 1889 : « Aracnidi Artrogastri Birmani raccolti da L. Fea nel 1885-1887. » Annali del Museo Civico di Storia Naturale di Genova, sér. 2, vol. 7, p. 521-729 (texte intégral).